# ガンランチャー

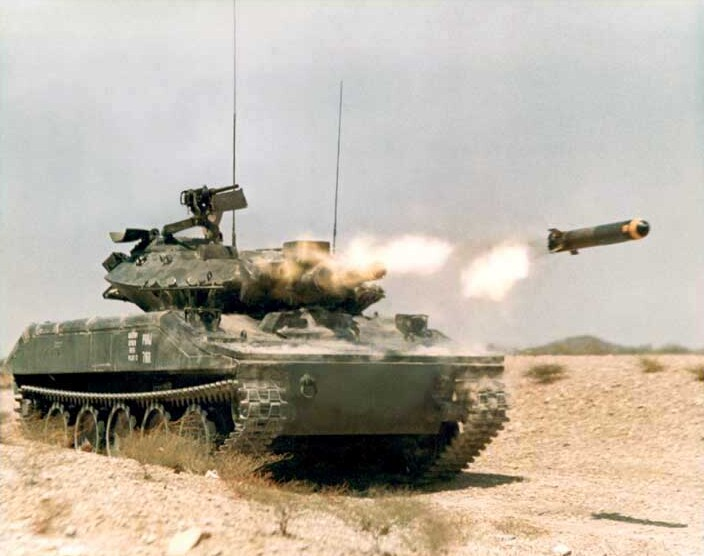
ガンランチャーからMGM-51を発射するM551

ガンランチャー（Gun/Launcher=砲/発射器）は、砲弾と対戦車ミサイルの双方が発射可能な大口径の砲のこと。ガン/ランチャーと表記する場合もある。

## 概要
1950年代、アメリカ合衆国はソビエト連邦製戦車の重装甲化により、将来的に戦車砲から発射される従来の徹甲弾ではそれらを撃破できなくなるとの危惧を抱き、成形炸薬弾（HEAT）の威力に注目し始めた。
成形炸薬弾は、弾頭口径の大きさに比例して装甲貫徹力が増す傾向があるため、大口径であるほど破壊力が増加する。しかし、通常の砲弾では口径が大きくなれば弾体重量が増加するため、遠距離まで通常の戦車砲で打ち出すには問題が多かった。このため、自己推進力を持ち長射程を得やすい対戦車ミサイルを戦車に搭載することが考えられ、対歩兵・陣地用の榴弾を発射する大口径・短砲身の火砲を利用してミサイル発射器とを両立させたガンランチャーが開発されることとなった。
アメリカでは、1960年代に152mm口径のM81 ガンランチャーと専用のMGM-51 シレイラ対戦車ミサイルが開発され、M551シェリダン空挺戦車に採用されてベトナム戦争に実戦投入された。さらに、当時の主力戦車であるM60パットンに搭載したM60A2が少数生産された。しかし、ベトナム戦争では、ミサイルの技術が共産陣営に渡ることが危惧されたため、ミサイルの運用は行われなかった。

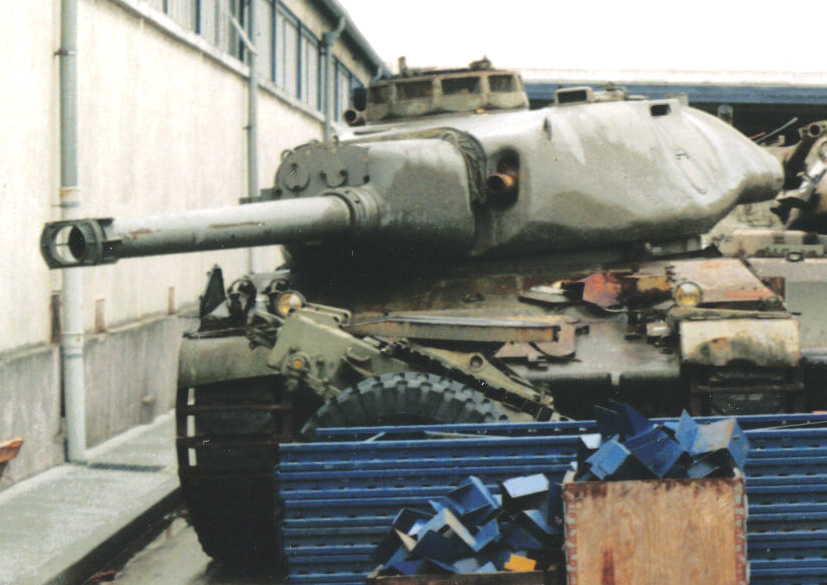
AMX-30ARCA試験車両

同時期にフランスも142mm口径ガンランチャーから運用されるACRA対戦車ミサイルを開発しAMX-30戦車やAMX-10P歩兵戦闘車をベースとする試作車に搭載したが、ミサイル価格高騰のため量産化に到らなかった。
また、1970年代に西ドイツと進められた主力戦車の共同開発計画であるMBT-70においても、西ドイツ側が120mm滑腔砲の搭載を求めたのに対し、アメリカ側はガンランチャーの採用を主張したことや、開発費用が高騰したことなどにより、この計画は頓挫している。結局、M551 シェリダンの使用実績から、システムが複雑で信頼性に乏しく実用的でないこと、APFSDSなどの強力な戦車砲弾が出現したことなどから、ガンランチャーは廃れることとなり、M1エイブラムスには120mm滑腔砲が採用された。

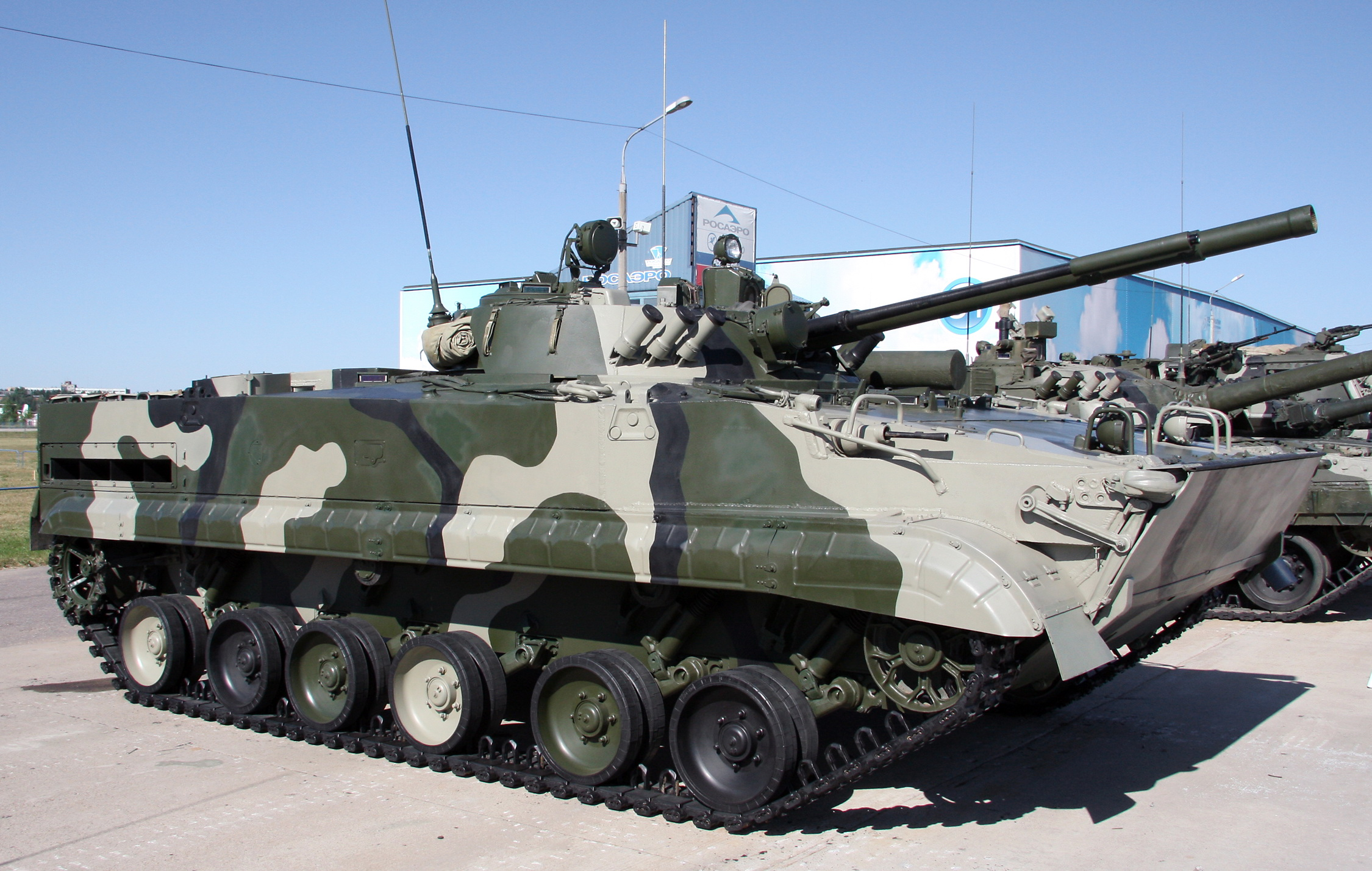
BMP-3

対抗するソ連側でも1962年から1964年にかけてD-126 125mm施条ロケット砲を装備するオブイェークト775を試作しており、これは実戦配備に到らなかったが、ロケット推進式低圧砲はBMP-1をはじめ歩兵戦闘車に広く採用され、BMP-3の100mm低圧砲2A70は9M117対戦車ミサイルを発射可能なガンランチャーである。
現在は、戦車砲の大口径化やミサイルの小型化技術により、イスラエルのLAHATやロシアの9M119のように、逆に通常の戦車砲から発射可能な対戦車ミサイルが登場している。

## ガンランチャーを搭載するおもな戦車
- M551シェリダン
- M60A2
- MBT-70（米国仕様）
- M41軽戦車 - M551の砲塔を搭載して試験が行われた